# 先军节
先军节，是朝鲜為纪念1960年金正日提出的先军政治而設定的公共假日。先军节定為每年的8月25日。其地位可与太阳节相提并论。
2013年，金正恩正式設立先军节。。据朝鲜分析家亚当·卡思卡特称，朝鮮當局設立先军节的目的是“加强金正恩统治的合法性。

## 背景
先军政治是朝鲜是金正日提出的一種治國理念，根據這一理念，凡是社会问题皆可通过先军政治解决。它的根源可以追溯到金日成在1930年代抗日斗争中的活动，但实际上先军政治与金正日的关系更为密切。最近，先军政治与金正恩关联在一起，以平衡执政的朝鲜劳动党和朝鲜人民军的利益。据费奥多尔·特尔蒂茨基称，这个词在很大程度上已经偏离本意，现在只是意味着任何“好的东西”。因此，先军节与其说是关于人民军，不如说是关于金正日本人。
2005年前，平壤官方认为金正日先军领导的历史始于他在1995年1月1日访问某哨所。2005年后，则更进一步追溯到1960年，以使人们认为先军政治已为沿袭多年的传统。先军节是为了纪念他在1960年8月25日与其父金日成一起视察近衛漢城柳京守第105坦克師團。这次访问被认为是他先军领导之发初。尽管金正日时年十八岁，还没有就读金日成综合大学。据特尔蒂茨基称，“日期看起来没错，因为它似乎是金正日迈出政治生涯第一步的日期”。

## 历史

当天，军事单位会悬挂朝鲜人民军最高司令官之旗

金正日统治期间，纪念活动还不算重大，但甚至在正式设立假期之前就已有一年一度的庆祝活动。官方于在2012年正式公布将先军节设为法定假期的计划，当时朝中社报道了当时已经有一些“先军节”的庆祝活动。金正恩在2012年的庆祝活动中发表了“只有飘扬着伟大的金日成和金正日同志不朽光辉形象的旗帜下前进可以把我们引向胜利和光荣”讲话。
次年（2013年8月25日），金正恩在一篇题为《让我们永远颂扬金正日同志的伟大思想和先军成就》的长篇讲话中正式宣告设立先军节，讲话发表在《勞動新聞》和《朝鮮人民军》上。金正恩在其中宣布：
金正日将军开始领导先军革命的先军日，与人民军成立之日一样，是我国（朝鲜）革命武装力量建设史和我国（朝鲜）历史的重要里程碑的历史性日子。就在这一重要日子里，我国（朝鲜）革命军队的发展和主体革命事业的实施，我国（朝鲜）神圣的先军革命的历史传统，以武力开创和发展，取得胜利，永远都能发扬光大。
次日（8月26日），最高人民会议通过了将先军节定为朝鲜法定假日的法令。

## 庆祝活动
先军节的标志是平民在住所悬挂朝鲜国旗，军队悬挂朝鲜人民军最高司令官的旗帜。庆祝活动包括为服务业人士举办的盛会、全国各地的舞会、 户外音乐会，国民也会献花并参观史迹。